# Puy-Saint-Eusèbe
 Puy-Saint-Eusèbe  es una comuna y población de Francia, en la región de Provenza-Alpes-Costa Azul, departamento de Altos Alpes, en el distrito de Gap y cantón de Savines-le-Lac.
Está integrada en la Communauté de communes Savinois-Serre Ponçon.

## Demografía
| 112 | 81 | 64 | 73 | 93 | 115 |
| Para los censos de 1962 a 1999 la población legal corresponde a la población sin duplicidades (Fuente: INSEE [Consultar]) |    |    |    |    |     |